# Szeng-lányok
A Szeng-lányok azok a színésznők, akiket a kínai komikus színész-rendező Stephen Chow filmjeiben való szereplésük után kapott fel a média. A Szeng-lány kifejezés Chow kínai becenevéből ered, ami a szeng je (Seng ye) (星爷, „Szeng mester”). A szeng egyben a ming szeng (ming seng) (明星) írásjegyekben is megjelenik, aminek jelentése „sztár, filmsztár”.
A Szeng-lányok közül Csang Jü-csi (Zhang Yuqi) sztárkarrierje például a CJ7 című filmmel indult, Cecilia Cheungé a King of Comedy-vel, Huang Seng-ji (Huang Shengyi)é pedig A pofonok földje című filmmel, pedig egyetlen mondata sem volt benne.
A legfiatalabb Szeng-lány a Journey to the West: Conquering the Demons című filmben szereplő hétéves Csang Jü-ven (Zhang Yuwen).

Híres Szeng-lányok
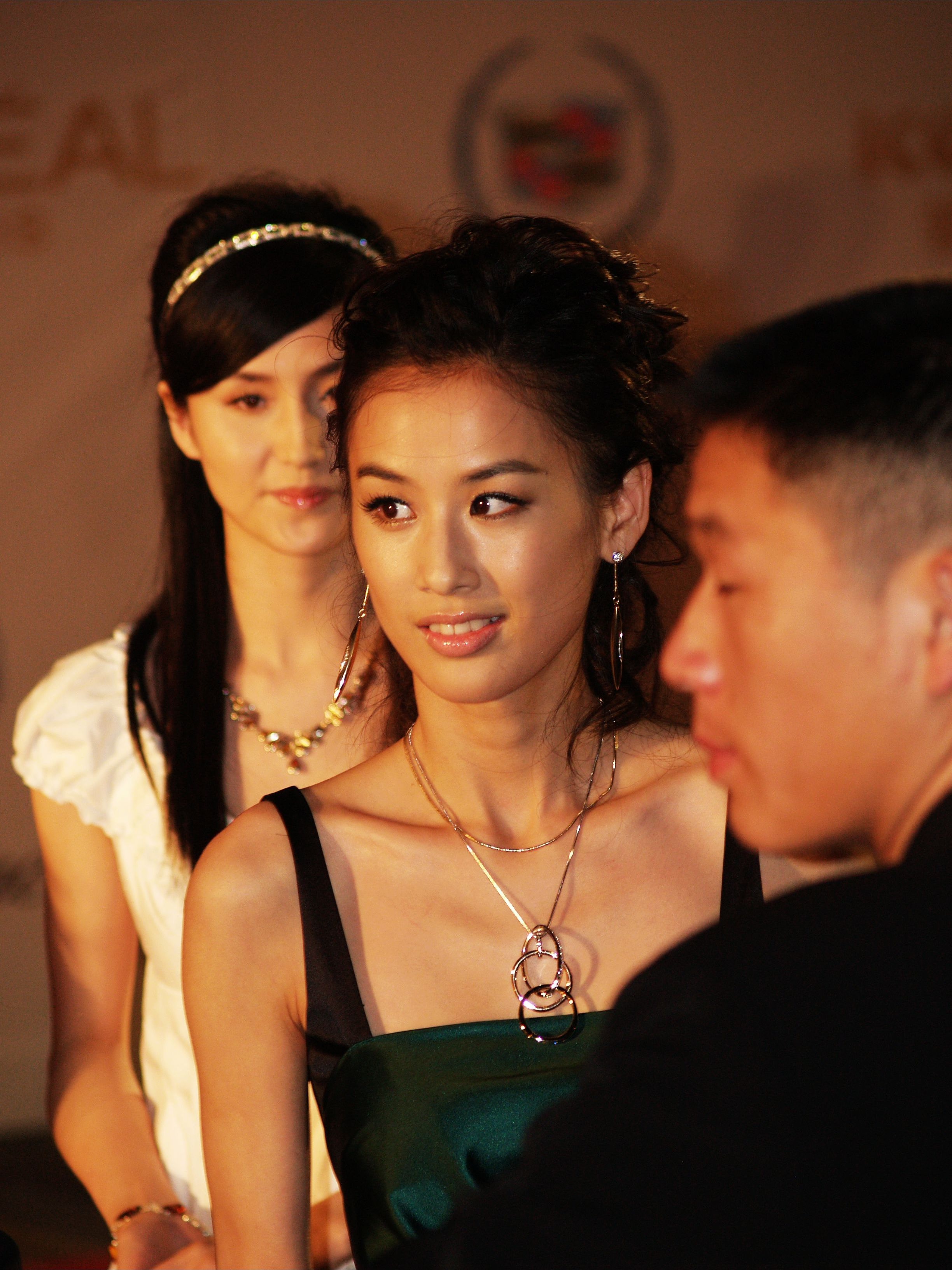
Huang Seng-ji (Huang Shengyi) (középen)
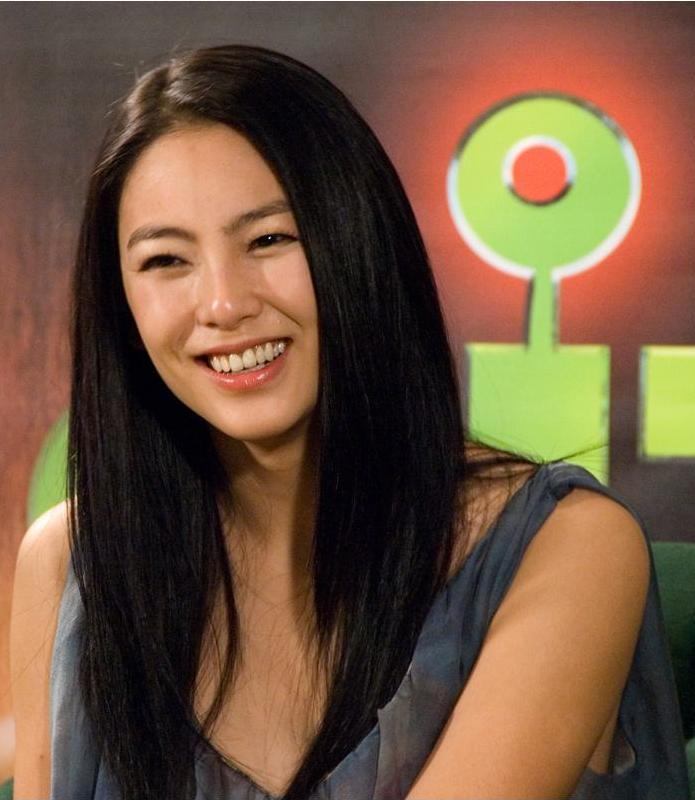
Csang Jü-csi (Zhang Yuqi)
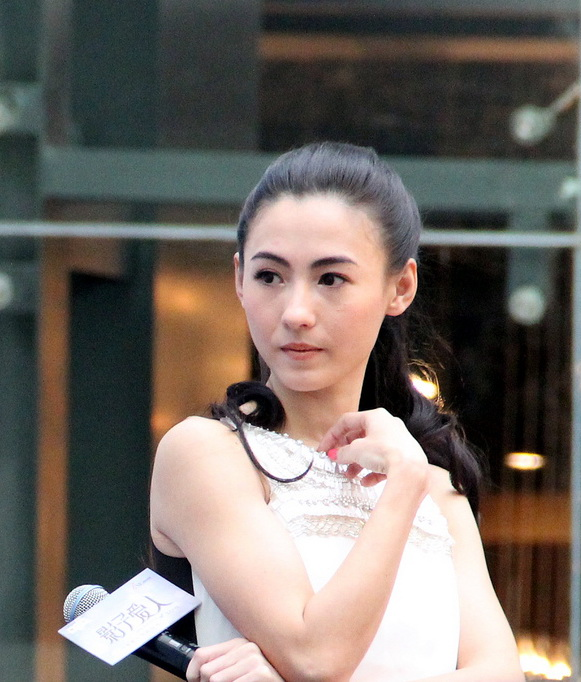
Cecilia Cheung
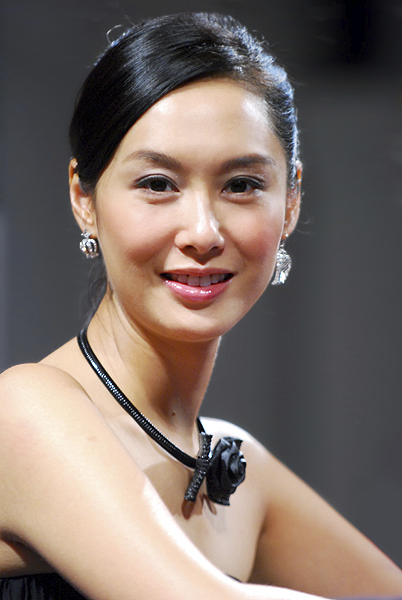
Athena Chu
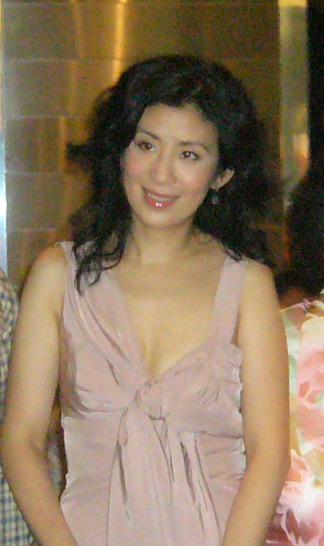
Sandra Ng
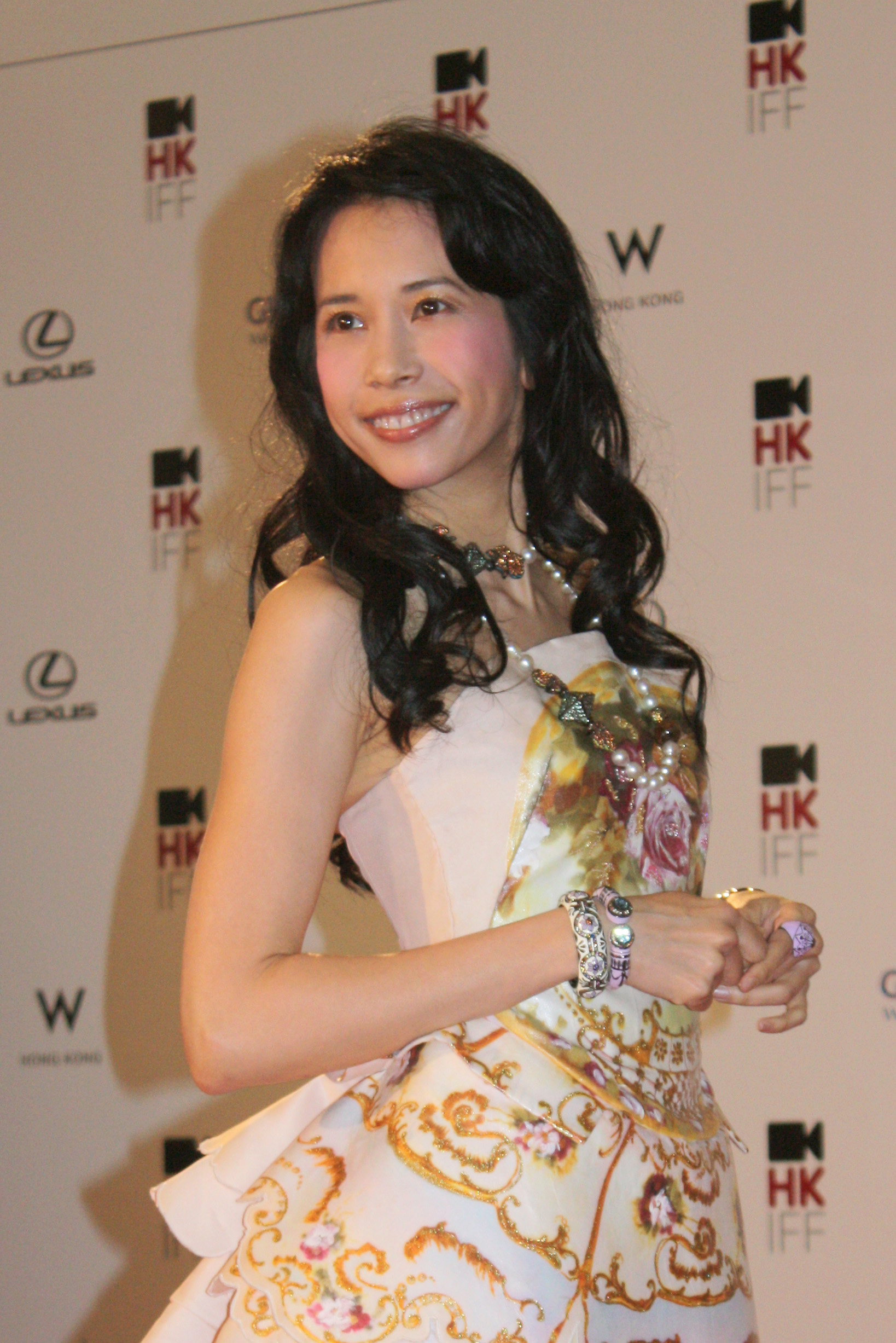
Karen Mok